# Akiko (film, 1961)
Pour les articles homonymes, voir Akiko (homonymie).
Pour plus de détails, voir Fiche technique et Distribution.
Akiko est une comédie romantique italienne réalisée par Luigi Filippo D'Amico et sorti en 1961.

## Résumé
Ce film décrit les aventures romaines d'Ottavia Colasanto, une veuve italienne, et d'Akiko, la prétendue fille illégitime que son défunt mari aurait eu avec une Japonaise lors d'une mission au Japon pendant la Seconde Guerre mondiale.

## Fiche technique
- Titre : Akiko
- Titre original : Akiko
- Réalisation : Luigi Filippo D'Amico
- Musique : Teo Usuelli
- Pays d'origine : Italie
- Format : Noir et blanc - 35 mm- 1,85:1
- Genre : Comédie romantique
- Durée : 95 minutes
- Date de sortie : 
  - Italie : 7 avril 1961

## Distribution
- Akiko Wakabayashi : Akiko
- Pierre Brice : Duilio
- Marisa Merlini : Ottavia Colasanto
- Memmo Carotenuto : Armando Piffero
- Vicky Ludovici : Anita Colasanto
- Valeria Fabrizi : Tosca
- Andrea Checchi : Sor Egisto
- Marcello Paolini : Serse Colasanto